# Oscar Omar Aparicio Céspedes

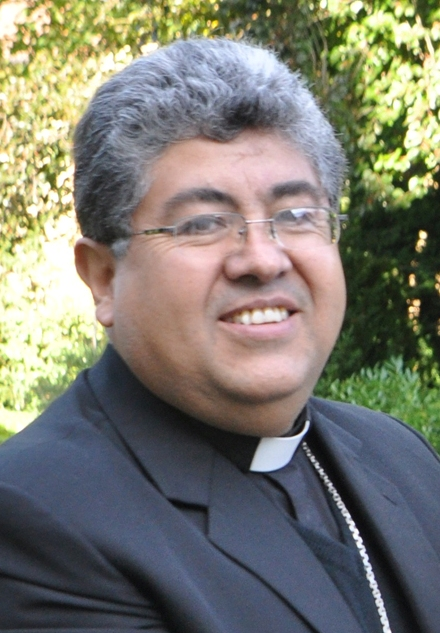
Oscar Aparicio als Militärbischof von Bolivien (2013)

Oscar Omar Aparicio Céspedes (* 26. September 1959 in La Paz) ist ein bolivianischer Geistlicher und seit 2014 Erzbischof von Cochabamba. Von 2012 bis 2015 war er zudem Präsident der Bolivianischen Bischofskonferenz.

## Leben
Oscar Omar Aparicio Céspedes studierte ab 1982 am Priesterseminar San Jerónimo La Paz und empfing am 29. November 1987 die Priesterweihe. Nach einem Studium der dogmatischen Theologie an der Päpstlichen Universität Gregoriana war er zunächst als Dozent und Spiritual des Seminars San Jerónimo tätig, ehe er dessen Rektor wurde.
Papst Johannes Paul II. ernannte ihn am 29. Mai 2002 zum Weihbischof in La Paz und Titularbischof von Citium. Die Bischofsweihe spendete ihm der Erzbischof von La Paz, Edmundo Luis Flavio Abastoflor Montero, am 25. Juli desselben Jahres; Mitkonsekratoren waren Ivo Scapolo, Apostolischer Nuntius in Bolivien, und Gonzalo Ramiro del Castillo Crespo OCD, emeritierter Militärbischof von Bolivien. 2009 wurde Oscar Aparicio Generalsekretär der Bolivianischen Bischofskonferenz.
Papst Benedikt XVI. ernannte ihn am 4. April 2012 zum Militärbischof von Bolivien. Papst Franziskus ernannte ihn am 24. September 2014 zum Erzbischof von Cochabamba. Die Amtseinführung fand am 20. Januar des folgenden Jahres statt.
Im November 2012 wurde Aparicio Vorsitzender der Bolivianischen Bischofskonferenz. Als solcher leitete er auch die Kommission für die Partnerschaft der bolivianischen Kirche mit den deutschen Bistümern Hildesheim und Trier. Seit dem 17. November 2015 ist er stellvertretender Vorsitzender der Bischofskonferenz.